# Détroit de Bougainville
Pour les articles homonymes, voir Bougainville.
Ne pas confondre avec le détroit de Bougainville en Indonésie qui sépare Waigeo des îles Kawé.
Le détroit de Bougainville est un passage maritime de la mer des Salomon qui sépare les îles Bougainville, Ovau et Fauro de l'île Choiseul. Ces îles appartiennent aux îles Salomon, à l'exception de Bougainville qui relève de la Papouasie-Nouvelle-Guinée.

## Géographie
Le passage a une largeur de 46 km entre l'île Bougainville et l'île Choiseul. Le débouché septentrional du détroit communique avec l'océan Pacifique Sud. A environ treize kilomètres à l'est des côtes de l'île Bougainville se trouve l'île d'Oema qui marque l'entrée nord du détroit. Dans l'Est du passage, le long des côtes de l'île Choiseul, se trouvent les îles Kondakanimboko, Parama, Sipozare et Taro. Le détroit fut le lieu d'une bataille navale entre Américains et Japonais au cours de la Seconde Guerre mondiale.